# 黃鰭光鰓魚
黃鰭光鰓魚（學名：Chromis circumaurea），又稱黃鰭光鰓雀鯛，是輻鰭魚綱鱸形目雀鯛科光鰓魚屬的其中一種，分布於西太平洋密克羅尼西亞海域，深度111至130公尺，本魚體呈卵圓形且側扁，體色為紅褐色，背鰭邊緣、臀鰭及尾部鮮黃色，背鰭硬棘14枚、背鰭軟條12-13枚、臀鰭硬棘2枚、臀鰭軟條13-14枚，體長可達10.2公分，棲息在礁石區，以浮游生物為食，繁殖期時成對出現，雄魚會守護卵直到孵化，生活習性不明。